# Javier Martin Morales
Javier Martin Morales (* 19. November 1995 in Madrid) ist ein spanischer Duathlet und Triathlet. Er ist Duathlon-Weltmeister (2024).

## Werdegang
Javier Martin Morales war im Basketball aktiv, bis er 15-jährig zu Triathlon wechselte. Er startete 2009 bei seinem ersten Cross-Duathlon.
Im April 2017 wurde Javier Martin Vize-Europameister Duathlon und im August Vize-Weltmeister Duathlon – jeweils in der Altersklasse U23.

### Duathlon-Weltmeister 2024
Im August 2024 wurde der 28-Jährige in Australien Duathlon-Weltmeister in der Elite-Klasse. Er löste damit seinen Landsmann Mario Mola ab, der den Titel 2023 für Spanien geholt hatte.
2025 wurde er in Spanien im Juni Vierter bei der Duathlon-Weltmeisterschaft.

## Sportliche Erfolge
| Datum/Jahr    | Rang | Wettbewerb                                 | Austragungsort | Zeit     | Bemerkung |
| ------------- | ---- | ------------------------------------------ | -------------- | -------- | --------- |
| 14. Juli 2018 | 6    | ESP Cross Triathlon National Championships | Almazán        | 01:20:02 |           |

| Datum/Jahr    | Rang | Wettbewerb                                 | Austragungsort | Zeit     | Bemerkung                       |
| ------------- | ---- | ------------------------------------------ | -------------- | -------- | ------------------------------- |
| 21. Juni 2025 | 4    | ITU Duathlon World Championships           | Pontevedra     | 01:14:51 |                                 |
| 16. Aug. 2024 | 1    | ITU Duathlon World Championships           | Townsville     | 00:52:25 | Duathlon-Weltmeister            |
| 15. Juni 2024 | 2    | ETU Duathlon European Championships        | Coimbra        | 00:51:38 | Vize-Europameister Duathlon     |
| 25. März 2023 | 4    | ESP Sprint Duathlon National Championships | Soria          | 00:57:09 |                                 |
| 20. Okt. 2018 | 2    | ETU Duathlon European Championship U23     | Ibiza          | 01:50:53 | Duathlon-Vize-Europameister U23 |
| 19. Aug. 2017 | 2    | ITU Duathlon World Championship U23        | Penticton      | 01:56:47 | Vize-Weltmeister Duathlon U23   |
| 29. Apr. 2017 | 2    | ETU Duathlon European Championship U23     | Soria          | 01:50:16 | Duathlon-Vize-Europameister U23 |

(DNF – Did Not Finish)
Javier Martin Morales ist INEF-Student (Institute for Development and Peace) an der Polytechnischen Universität Madrid.